# Tirispora
Tirispora — рід грибів родини Halosphaeriaceae. Назва вперше опублікована 1994 року.

## Класифікація
До роду Tirispora відносять 2 види:
- Tirispora mandoviana
- Tirispora unicaudata